# Истребование документов
Истребование документов — согласно налоговому законодательству России право должностного лица налогового органа, проводящего налоговую проверку, требовать у проверяемого налогоплательщика, плательщика сбора, налогового агента предоставления необходимых для проверки документов (ст. 93.1 НК России).
Проверяемый, по получению требования о представлении документов, обязан направить или выдать их налоговому органу в 5-дневный срок. Документы представляются в виде копий, заверенных в установленном порядке. При отказе налогоплательщика, плательщика сбора или налогового агента от представления запрашиваемых при проведении налоговой проверки документов или непредставление их в установленные сроки наступает ответственность, предусмотренная ст. 126 НК России. В случае такого отказа должностное лицо налогового органа, проводящее налоговую проверку, производит выемку необходимых документов в порядке, предусмотренном ст. 94 НК России.